# Louis Visconti
Pour les articles homonymes, voir Visconti.
Louis Tullius Joachim Visconti, né le 11 février 1791 à Rome et mort le 29 décembre 1853 à Paris, est un architecte français.

## Biographie
Louis Visconti était issu d'une célèbre famille d'archéologues : son grand-père Giambattista Antonio Visconti (1722-1784) avait fondé le musée du Vatican et son père, Ennius Quirinus Visconti (1751-1818), en fut le conservateur. Sa famille s'installa à Paris en 1798 et il obtint la nationalité française en 1799, son père étant nommé conservateur des antiquités et des tableaux au musée du Louvre.
Entre 1808 et 1817, Louis Visconti étudia à l’École des beaux-arts de Paris sous la direction de Charles Percier. Il fut également l'élève du peintre François-André Vincent. Après avoir obtenu le second grand prix de Rome d'architecture (1814) et le prix départemental d'architecture de l'École des beaux-arts (1817), il fut nommé architecte-voyer des 3e et 8e anciens arrondissements de Paris en 1826, conservateur de la 8e section des Monuments publics de Paris (comprenant la Bibliothèque royale, le monument de la place des Victoires, les portes Saint-Martin et Saint-Denis et la colonne Vendôme) en 1832, architecte divisionnaire en 1848, architecte du gouvernement en 1849.

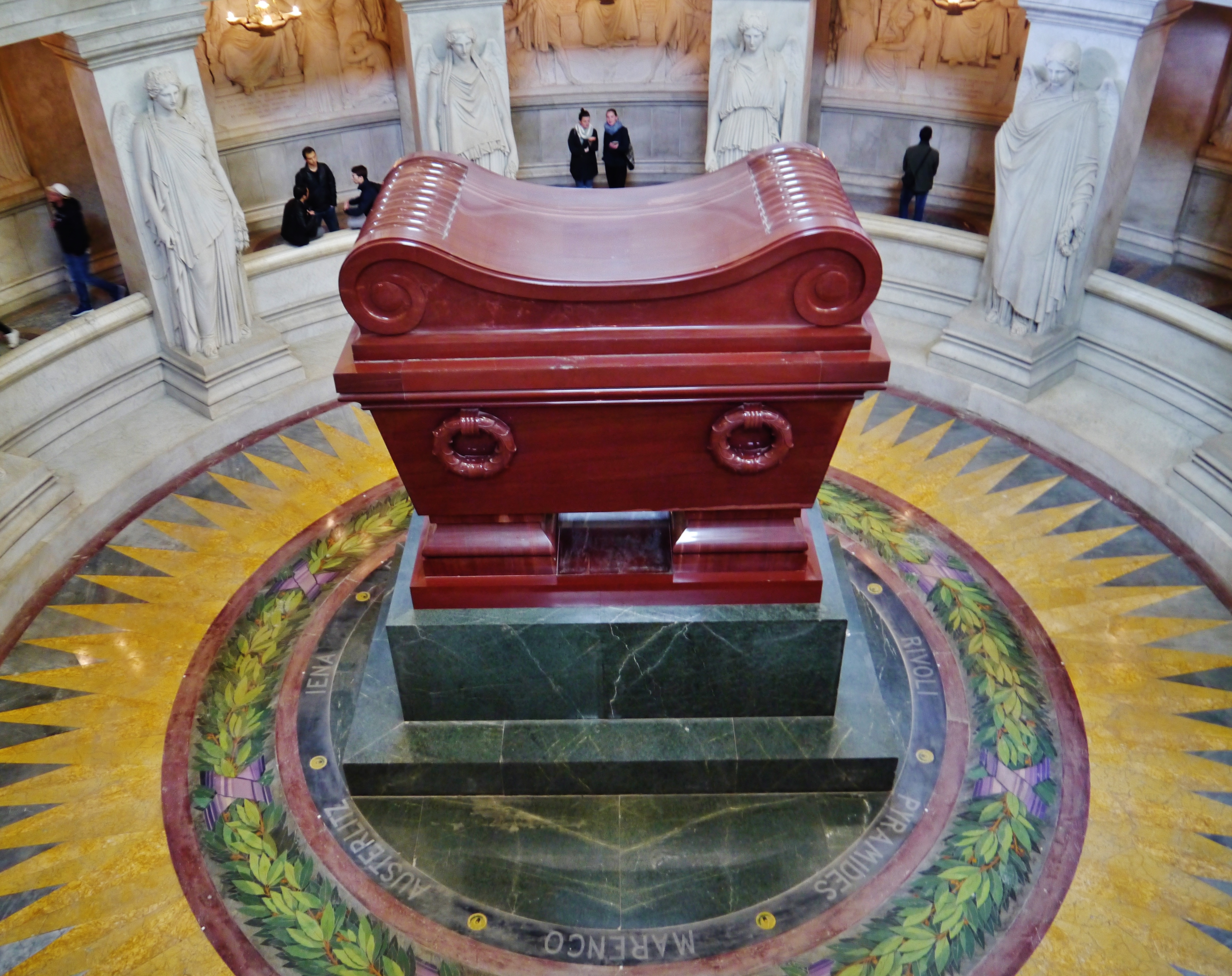
Tombeau de Napoléon aux Invalides.

En 1840, il conçut les décorations de la capitale pour la cérémonie du retour des cendres de Napoléon Ier, puis il construisit le tombeau de l'Empereur aux Invalides.
Associé avec Émile Trélat pour les travaux de la Bibliothèque royale du Louvre en mai 1848, il donna un premier projet d'achèvement du palais du Louvre. Nommé architecte du palais des Tuileries le 7 juillet 1852 et architecte de l'empereur Napoléon III le 16 février 1853, il fut chargé de concevoir le projet de réunion du palais du Louvre et du palais des Tuileries qui fut réalisé par Hector-Martin Lefuel. En effet, Visconti mourut d'une crise cardiaque en 1853, année de son élection à l’Académie des beaux-arts. Il est inhumé au cimetière du Père-Lachaise (4e division),,.
Il fut président de la Société centrale des architectes en 1852.
Parmi ses disciples figure Joseph Poelaert, auteur du palais de justice de Bruxelles.

## Principales réalisations

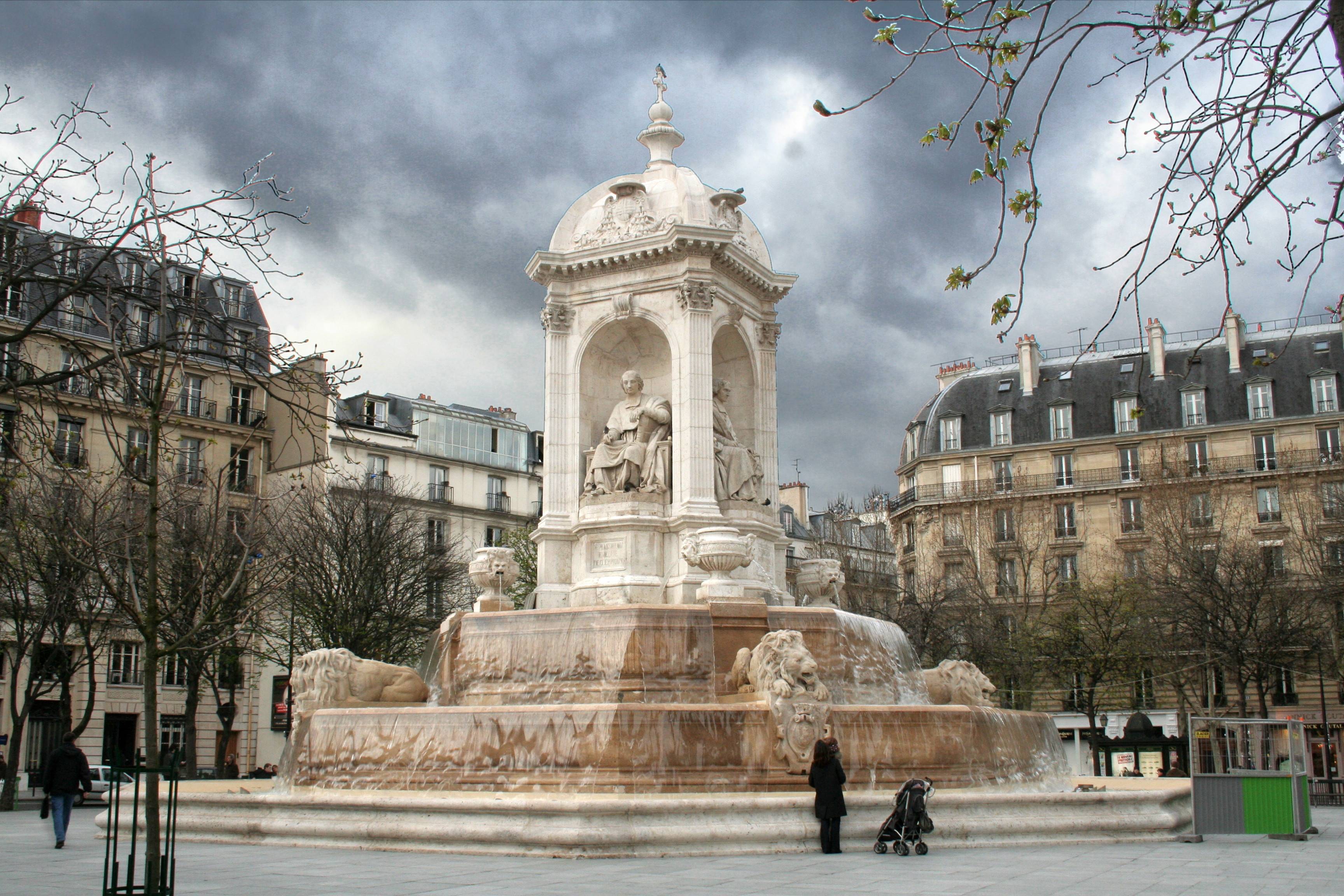
Fontaine Saint-Sulpice à Paris.

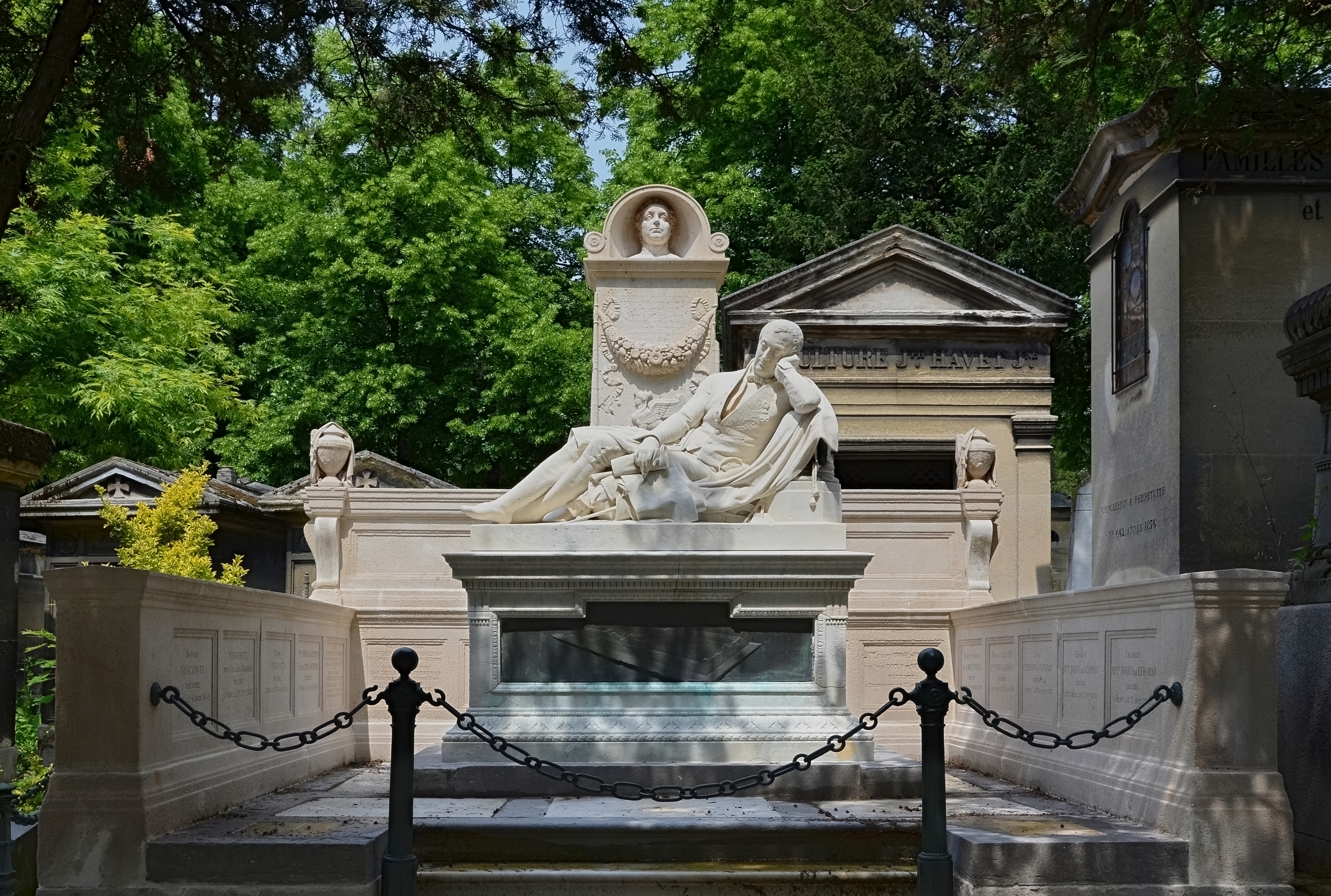
Tombe au cimetière du Père-Lachaise, construite sous la direction de Pigeory et Leharivel-Durocher : Visconti, dans son habit d'académicien, tient dans sa main les plans du nouveau Louvre commandé par Napoléon III. Sous le gisant en marbre, un bas-relief en bronze représente en vue cavalière le plan du musée.

- Hôtel de Gouvion Saint-Cyr, dit aussi de Mlle Mars, 1 rue de la Tour-des-Dames, 1821.
- Aménagements de l'hôtel de Charost, 39 rue du Faubourg-Saint-Honoré, 1825.
- Fontaine Gaillon, place Gaillon, Paris, 1824-1828.
- Agrandissement du palais du Luxembourg, 1834.
- Immeuble Farine, 104 rue de Richelieu, 1834.
- Château du Grand-Bury, 1834.
- Fontaine Louvois, Paris, 1835-1839.
- Hôtel de Pontalba, 41 rue du Faubourg-Saint-Honoré, 1839.
- Hôtel Collot, 25 quai Anatole-France, Paris, 1840, style néoclassique.
- Hôtel Visconti, 3 rue Fortin, 1840.
- Hôtel Cibiel, 24 avenue Gabriel, Paris (détruit lors de l'agrandissement de l'hôtel de Hirsch).
- Fontaine Molière, 37 rue de Richelieu, Paris, 1841-1843.
- Fontaine de la place Saint-Sulpice, Paris, 1842-1848.
- Hôtel de La Tour du Pin, 25 rue Barbet-de-Jouy, 1844.
- Château de Lissy, Seine-et-Marne, 1844.
- Tombeau de Napoléon Ier aux Invalides, 1844-1853.
- Hôtel Rigaud, 10 rue de Mogador, 1845.
- Agrandissement du ministère de l'Intérieur, rue de Grenelle, avec Moreau, 1846.
- Extension du ministère des Finances, 1846.
- Hôtel de La Vaupalière, rue du Faubourg Saint-Honoré, transformations (date non précisée).

## Élèves
- Rudolf Pfnor
- Joseph Poelaert

## Décorations
- Officier de la Légion d'honneur (1838)[1]